# Istituto Minerario "Umberto Follador"
L'Istituto Minerario di Agordo è una scuola che dal 1867 prepara studenti alla gestione delle miniere. Dal 1961 si è ampliato con nuovi indirizzi scolastici e attualmente offre un'ampia scelta formativa.

## La tradizione mineraria agordina
La tradizione estrattiva agordina ha radici in tempi remoti, nel XV secolo all'epoca della Serenissima, e forse già in epoca romana. Il giacimento di pirite cuprifera più importante d’Europa è stato quello di Valle Imperina, una miniera a tre chilometri da Agordo, in cui si estraeva rame, solfato ferroso e argento. In Valle di S. Lucano, Valle di Garés e Colle S. Lucia si estraeva ferro, a Vallalta di Gosaldo mercurio. 
Verso la fine del 1775 si cominciò a parlare di “scuola montanistica” quando la Serenissima «riconobbe pregiudizievole al pubblico vantaggio la insolidazione dei Gotmoni, Cavadori, Battipali, Saiberi, Cernidori ed altri tutti compresi sotto il titolo di Canopi nella miniera di Valle Imperina, abolì la carica di Gotmon e ordinò che ogni individuo fosse scritto nei pubblici Roli in ditta propria, disgiunta dall’interesse di qualunque altro». La Repubblica Veneta auspicò la preparazione in loco di personale esperto e qualificato da impiegare nel lavoro di miniera, nella quale era occupata la maggior parte della popolazione maschile di Riva (attualmente Rivamonte Agordino), dove insisteva il sito estrattivo. La proprietà delle miniere passò poi al governo austriaco che, pur ritenendo opportuna una scuola, non riuscì a istituirla.

## Storia
Nel 1863, solo dopo l’Unità d’Italia, una commissione ministeriale venne ad Agordo e incaricò il dott. Antonio Sommariva, poi futuro primo preside, di porre le basi di una scuola per capi-minatori. Nel 1866, anche il commissario del re, Quintino Sella, inviato in Veneto, confermò la necessità di preparare all’industria italiana mineraria dei tecnici subalterni e ne propose l'istituzione al Ministero dell’agricoltura, dell’industria e del commercio. Il 20 marzo 1867, giunse al sindaco Eugenio Probati una lettera del Ministero che comunicava il Decreto di fondazione della Scuola per capi-minatori.
Le lezioni iniziarono il 15 dicembre 1867. La prima sede fu in via Fadigà, fu successivamente trasferita in via 5 Maggio alla fine della prima guerra mondiale.
La Gazzetta Ufficiale del Regno d'Italia n. 175 del 27 luglio 1911 così indicava:
"Art. 1. Lo statuto, della scuola mineraria di Agordo, ricostituita col Nostro decreto del 10 giugno 1906, n. CCXIV (parte supplementare), è modificato come appresso.
Art. 2. Scopo della istituzione è di fornire l'istruzione teorico-pratica che abiliti gli allievi all'esercizio della professione di capo minatore e perito minerario.
Art. 3. È istituito un corso preparatorio alla scuola mineraria, della durata di un anno, da svolgersi ogni tre anni, e comprendente le seguenti materie: Lettere italiano - Storia romana - Geografia generale
- Aritmetica e geometria piana - Elementi di scienze naturali - Elementi di disegno.
Art. 4. L'insegnamento della scuola mineraria viene periodicamente svolto in tre anni successivi... A complemento di istruzione si aggiunge al 3º anno un corso elementare sull'igiene e sui soccorsi d'urgenza (tenuto da un medico). Di più, in ogni anno, per un periodo di non meno di 20 giorni, gli allievi vengono esercitati, nella vicina miniera, di Vallimperina ed in altre, nel lavoro manuale e specialmente addestrati nello scavo o trasporto delle terre, nell'uso del piccone per l'abbattimento della roccia, nell'esecuzione dei fori da mina, nell'armamento delle gallerie, nella posa dei binari di ferrovia, ecc.
Art. 5. I corsi annuali si aprono il 1º marzo e si chiudono il 15 dicembre successivo. L'anno di corso preparatorio si svolge contemporaneamente al III anno del triennio.
Art. 6. Possono, all'anno preparatorio, essere iscritti come allievi regolari e in numero non maggiore di trenta, i giovani di buona condotta e di sufficiente attitudine fisica, che abbiano superato l'età di 14 anni, abbiano compiuto con successo almeno il 5º corso di scuola elementare ed abbiano ottenuto l'idoneità in uno speciale esame di ammissione.
Art. 7. Possono, al principio di ogni triennio, essere iscritti come allievi regolari della scuola mineraria e in numero non maggiore di trenta, i giovani di buona condotta e di sufficiente attitudine fisica, che abbiano superato l'età di anni 15, abbiano compiuto con successo almeno il 5º corso di scuola elementare e abbiano ottenuto l'idoneità in uno speciale esame di ammissione. Non si fanno di regola ammissioni a triennio incominciato e non si accettano uditori.
Art. 8. Alla fine di ogni triennio, gli allievi che hanno superato lo speciale esame di licenza, conseguono il diploma professionale di capo minatore o perito minerario.
Art.12. La direzione del corso preparatorio e della scuola, è affidata ad un ingegnere del R. corpo delle miniere, destinato dal Ministero di agricoltura, industria e commercio..."
Vennero inoltre dettagliati i contributi economici che Stato, Provincia, Comuni della provincia e Camera di commercio dovevano annualmente versare, la tipologia di insegnanti e a chi competeva la responsabilità delle nomine e i loro compensi.
Con il decreto di regificazione del 15 dicembre 1927, la Scuola passò dalle dipendenze del Corpo delle Miniere a quelle del Ministero della Pubblica Istruzione. Il 1º ottobre 1933, la Regia Scuola Mineraria di Agordo venne trasformata in Regio Istituto Tecnico Industriale ad indirizzo Minerario.
L'Istituto si ampliò nel 1962 con l'inserimento dell'indirizzo chimico.
Nel 1990 all'Istituto tecnico industriale si aggregò l'Istituto professionale per l'industria e l'artigianato di Agordo ad indirizzo meccanico, in precedenza Scuola tecnica alle dipendenze dell'IPIA "Andrea Brustolon" di Belluno. 
Nel 1994 si ampliò con il Liceo scientifico, presente ad Agordo dal 1987 come sede staccata del Liceo scientifico "Galilei" di Belluno.
Nell'anno scolastico 2010/2011 venne accorpato l'Istituto "Angelo De Rossi di Falcade", istituto alberghiero articolato in tre corsi di studio ad indirizzo professionale, commerciale e tecnico. La denominazione dell'istituto viene cambiata in "Follador - De Rossi".

## Intitolazione
L'Istituto minerario è intitolato all'alunno Umberto Follador (1894-1918), caduto nella prima guerra mondiale, decorato con medaglia d'argento per "intelligenza, operosità e valore mentre, sotto il fuoco nemico, incitava i suoi soldati e cadeva colpito a morte" e medaglia di bronzo per "l'impegno e il coraggio dimostrato durante la costruzione di un osservatorio d'artiglieria in una zona avanzata nell'Altopiano Carsico in agosto-settembre 1917".
Nell'anno scolastico 2010-11, con l'accorpamento dell'Istituto alberghiero di Falcade, la scuola assunse anche il nome di Angelo De Rossi (1924-1998), insegnante e pedagogista, preside della scuola media "E. Paolin" di Canale d'Agordo, in Valle del Biois, dal 1962 al 1971.

## Raccolte
L'Istituto conserva una collezione mineralogico-geologica composta da circa 3.000 reperti, la cui costituzione è iniziata nel 1920 a seguito di donazioni da parte dei periti minerari di Agordo e di alcuni privati. In un edificio adiacente alla sede principale è conservata la documentazione della scuola mineraria insieme delle altre scuole confluite nella medesima gestione. Nel 2008 si è aggiunto il fondo archivistico di Alcide Zas Friz. 

## Persone legate alla scuola
Molti sono gli insegnanti e gli alunni che si sono distinti. Tra questi: Antonio Sommariva fu il primo dei 28 presidi succedutisi, Giovanni Antonio de Manzoni (sostenitore e benefattore), Martino Gnech (direttore di Valle Imperina e insegnante), Umberto Follador (al quale è intitolata la scuola), Umberto Amedeo Tazzer (1894-1918, medaglia di bronzo per l'azione sul Monte Monfenera il 18-19 novembre 1917), Attilio Monticolo (ideatore dell’omonima “tavoletta” e della famosa “puleggia penetrante”), Raimondo Conedera (ideatore dell’omonimo “processo” per l’estrazione del rame dai minerali poveri), Riccardo Decima (direttore delle miniere di Kosseir in Egitto), Fedele Tazzer (del Corpo delle Miniere e direttore dell’ufficio minerario dell’Asmara), Ettore Moretti (ideatore del celerimetro polare), Eugenio Tissi (artefice della mina del Castelletto dell’11 luglio 1916), Danilo Coppe (geominerario esplosivista), Giovanni Del Tin (già Rettore del Politecnico di Torino) e molti altri al cui nome sono legati studi, scoperte, attività tecnico-scientifiche rilevanti, nonché la fama ed il prestigio che la scuola tuttora gode nel mondo accademico e del lavoro.
Friedrich Mohs, chimico e mineralogista tedesco, ideatore della scala delle durezze dei minerali, si spense improvvisamente ad Agordo il 29 settembre 1839, durante la visita al distretto minerario accompagnato da alcuni allievi e futuri geologi, Gustav Rösler (1804-1857), Georg Haltmeyer (1803-1867) e Wilhelm Fuchs (1802-1853).

## Descrizione dell'Istituto di Istruzione Superiore "U. Follador - A. De Rossi"
La scuola è attualmente presente in due sedi e offre diversi orientamenti formativi, tutti di durata 5 anni.
Nella Sede di Agordo:
Istituto tecnico tecnologico:
- Indirizzo geotecnico: è uno dei quattro presenti in Italia. Le discipline geologiche-tecniche preparano nell’ambito delle Costruzioni, Ambiente e Territorio, in particolare verso la gestione delle materie prime, delle attività estrattive e delle grandi opere. La scuola forma il tecnico geotecnico minerario, professionista che trova impiego nell’ambito pubblico, industriale e ambientale.
- Indirizzo chimica e materiali: offre una preparazione tecnica in ambito Chimico, Biotecnologico e dei Materiali. Forma il tecnico chimico, con la possibilità di impiego in ambito pubblico, industriale, artigianale, chimico e biochimico.

Liceo:
- Indirizzo liceo scientifico con potenziamento giuridico economico: costruisce una solida cultura umanistica e scientifica.
- Indirizzo liceo scientifico sportivo – LISS: affianca alle materie scolastiche classiche anche l’importanza dello studio e della pratica delle discipline sportive. L'indirizzo si caratterizza per lo studio del Diritto ed Economia dello Sport che consente di acquisire conoscenze generali e competenze base giuridico-economiche specifiche in ambito sportivo: i principi dell’ordinamento sportivo e della giustizia sportiva, il marketing e gestione aziendale per attività legate allo sport.

Tutti gli indirizzi consentono di proseguire con studi universitari.
Nella Sede di Falcade:
Istituto tecnico economico:
- Indirizzo turismo: forma il tecnico turistico con ampia preparazione in lingue straniere.

Istituto professionale:
- Servizi per l'enogastronomia e l'ospitalità alberghiera: forma un professionista dell'ospitalità alberghiera e della filiera enogastronomica.
- Manutenzione e assistenza tecnica IPIA: forma tecnici capaci di eseguire lavorazioni manuali, controlli, manutenzioni e preparazione degli strumenti di lavoro.